# Supertungvikt i fristil i brottning vid olympiska sommarspelen 1976
Herrarnas brottningsturnering i fristil i viktklassen supertungvikt vid olympiska sommarspelen 1976 avgjordes i Maurice Richard Arena i Montréal. 

## Medaljörer
| Klass         | Guld                           | Silver                | Brons                     |
| Supertungvikt | Soslan Andijev · Sovjetunionen | József Balla · Ungern | Ladislau Şimon · Rumänien |

## Resultat
Legend
- TF — Vinst genom fall
- IN — Vinst genom att motståndaren skadas
- DQ — Vinst genom passivitet
- D1 — Vinst genom passivitet, vinnaren är också passiv
- D2 — Båda brottarna förlorade på grund av passivitet
- FF — Vinst genom förverkande
- DNA — Anlände inte
- TPP — Totala straffpoäng
- MPP — Matchstraffpoäng

Straff
- 0 — Vinst genom fall, teknisk överlägsenhet, passivitet, skada och förverkande
- 0.5 — Vinst på poäng, 8-11 poängs skillnad
- 1 — Vinst på poäng, 1-7 poängs skillnad
- 2 — Vinst på passivitet,  vinnaren är också passiv
- 3 — Förlust på poäng, 1-7 poängs skillnad
- 3.5 — Förlust på poäng, 8-11 poängs skillnad
- 4 — Förlust genom fall, teknisk överlägsenhet, passivitet, skada och förverkande

### Elimineringsrunda

#### Omgång 1
| TPP | MPP |                              | Poäng     |                             | MPP | TPP |
| --- | --- | ---------------------------- | --------- | --------------------------- | --- | --- |
| 4   | 4   | József Balla (HUN)           | DQ / 5:07 | Soslan Andijev (URS)        | 0   | 0   |
| 0   | 0   | Jimmy Jackson (USA)          | TF / 3:39 | Harry Geris (CAN)           | 4   | 4   |
| 0   | 0   | Yorihide Isogai (JPN)        | TF / 1:16 | Carlos Braconi (ARG)        | 4   | 4   |
| 0.5 | 0.5 | Mamadou Sakho (SEN)          | 17 - 7    | Einar Gundersen (NOR)       | 3.5 | 3.5 |
| 0   | 0   | Nikola Dinev (BUL)           | DQ / 5:19 | Heinz Eichelbaum (FRG)      | 4   | 4   |
| 0   | 0   | Roland Gehrke (GDR)          | TF / 4:50 | Lázaro Morales (CUB)        | 4   | 4   |
| 0   | 0   | Ladislau Şimon (ROU)         | TF / 3:58 | Doljingiin Adiyatömör (MGL) | 4   | 4   |
| 0   |     | Moslem Eskandar-Filabi (IRI) |           | Bye                         |     |     |

#### Omgång 2
| TPP | MPP |                              | Poäng     |                       | MPP | TPP |
| --- | --- | ---------------------------- | --------- | --------------------- | --- | --- |
| 4   | 4   | Moslem Eskandar-Filabi (IRI) | DQ / 5:12 | József Balla (HUN)    | 0   | 4   |
| 0   | 0   | Soslan Andijev (URS)         | TF / 1:16 | Jimmy Jackson (USA)   | 4   | 4   |
| 5   | 1   | Harry Geris (CAN)            | 13 - 10   | Yorihide Isogai (JPN) | 3   | 3   |
| 8   | 4   | Carlos Braconi (ARG)         | TF / 2:14 | Mamadou Sakho (SEN)   | 0   | 0.5 |
| 7.5 | 4   | Einar Gundersen (NOR)        | DQ / 4:49 | Nikola Dinev (BUL)    | 0   | 0   |
| 8   | 4   | Heinz Eichelbaum (FRG)       | TF / 4:42 | Roland Gehrke (GDR)   | 0   | 0   |
| 8   | 4   | Lázaro Morales (CUB)         | DQ / 5:06 | Ladislau Şimon (ROU)  | 0   | 0   |
| 4   |     | Doljingiin Adiyatömör (MGL)  |           | Bye                   |     |     |

#### Omgång 3
| TPP | MPP |                             | Poäng     |                              | MPP | TPP |
| --- | --- | --------------------------- | --------- | ---------------------------- | --- | --- |
| 8   | 4   | Doljingiin Adiyatömör (MGL) | TF / 1:01 | Moslem Eskandar-Filabi (IRI) | 0   | 4   |
| 5   | 1   | József Balla (HUN)          | 10 - 9    | Jimmy Jackson (USA)          | 3   | 7   |
| 0   | 0   | Soslan Andijev (URS)        | TF / 0:44 | Harry Geris (CAN)            | 4   | 9   |
| 3   | 0   | Yorihide Isogai (JPN)       | TF / 2:37 | Mamadou Sakho (SEN)          | 4   | 4.5 |
| 0   | 0   | Nikola Dinev (BUL)          | TF / 7:54 | Roland Gehrke (GDR)          | 4   | 4   |
| 0   |     | Ladislau Şimon (ROU)        |           | Bye                          |     |     |

#### Omgång 4
| TPP | MPP |                      | Poäng     |                              | MPP | TPP |
| --- | --- | -------------------- | --------- | ---------------------------- | --- | --- |
| 0   | 0   | Ladislau Şimon (ROU) | DQ / 5:19 | Moslem Eskandar-Filabi (IRI) | 4   | 8   |
| 5   | 0   | József Balla (HUN)   | TF / 3:46 | Yorihide Isogai (JPN)        | 4   | 7   |
| 1   | 1   | Soslan Andijev (URS) | 8 - 3     | Nikola Dinev (BUL)           | 3   | 3   |
| 8.5 | 4   | Mamadou Sakho (SEN)  | TF / 4:12 | Roland Gehrke (GDR)          | 0   | 4   |

#### Omgång 5
| TPP | MPP |                      | Poäng  |                      | MPP | TPP |
| --- | --- | -------------------- | ------ | -------------------- | --- | --- |
| 3   | 3   | Ladislau Şimon (ROU) | 5 - 11 | Soslan Andijev (URS) | 1   | 2   |
| 6   | 1   | József Balla (HUN)   | 6 - 3  | Nikola Dinev (BUL)   | 3   | 6   |
| 4   |     | Roland Gehrke (GDR)  |        | Bye                  |     |     |

#### Omgång 6
| TPP | MPP |                      | Poäng     |                      | MPP | TPP |
| --- | --- | -------------------- | --------- | -------------------- | --- | --- |
| 8   | 4   | Roland Gehrke (GDR)  | DQ / 8:40 | Soslan Andijev (URS) | 0   | 2   |
| 6   | 3   | Ladislau Şimon (ROU) | 5 - 7     | József Balla (HUN)   | 1   | 7   |

### Sista omgångarna
| TPP | MPP |                      | Poäng     |                      | MPP | TPP |
| --- | --- | -------------------- | --------- | -------------------- | --- | --- |
|     | 4   | József Balla (HUN)   | DQ / 5:07 | Soslan Andijev (URS) | 0   |     |
|     | 3   | Ladislau Şimon (ROU) | 5 - 11    | Soslan Andijev (URS) | 1   | 1   |
| 6   | 3   | Ladislau Şimon (ROU) | 5 - 7     | József Balla (HUN)   | 1   | 5   |